# Ингерслебен
Ингерслебен (њем. Ingersleben) општина је у њемачкој савезној држави Саксонија-Анхалт. Једно је од 35 општинских средишта округа Берде. Посједује регионалну шифру (AGS) 15083323.

## Географски и демографски подаци
Површина општине износи 31,3 km². У самом мјесту је, према процјени из 2010. године, живјело 1.491 становника. Просјечна густина становништва износи 48 становника/km².

## Међународна сарадња
| Мјесто | Држава    | Врста сарадње | Од    |
| ------ | --------- | ------------- | ----- |
|        | Француска | партнерство   | 2006. |
| Извор  |           |               |       |